# Wendy Lawrence
Wendy Barrien Lawrence (Jacksonville, 2 de julho de 1959) é uma capitã da Marinha dos Estados Unidos, piloto de helicóptero, engenheira e ex-astronauta da NASA.
Filha de um vice-almirante, Wendy se formou na Academia Naval dos Estados Unidos em 1981, como engenheira oceânica, fazendo o mestrado no MIT em 1988. Em 1982, graduou-se aviadora naval e pilotou helicópteros em missões no Oceano Índico, acumulando mais de 1500 horas acumuladas em seis tipos diferentes destas aeronaves.

## NASA
Foi selecionada para a NASA em 1992, sendo admitida no curso de treinamento de astronautas no Centro Espacial Lyndon B. Johnson, em Houston, onde foi qualificada como especialista de missão após um ano de treinamento e avaliação. 
Trabalhando primeiramente em funções técnicas no departamento de astronautas da agência, Wendy foi ao espaço em março de 1995, na missão STS-67 Endeavour, que realizou observações astronômicas a partir do Spacelab.
Depois de seu primeiro voo, foi mandada para a Rússia, onde serviu como diretora de operações da NASA no Centro de Treinamento de Cosmonautas Yuri Gagarin, na Cidade das Estrelas, com a responsabilidade da coordenação e implementação das operações da missão conjunta Mir-NASA, levada a cabo pelos dois países.
Em setembro de 1996 começou treinamento como astronauta-reserva para uma missão de quatro meses a bordo da Mir. Por seu conhecimento e experiência com os sistemas da estação russa e a logística usada para as tripulações destinadas a ela, voou nas missões STS-86 Atlantis, em setembro de 1997, e STS-91 Discovery em junho de 1996, ambas missões do ônibus espacial à estação Mir.
Seu último voo espacial foi em julho de 2005, na missão STS-114 Discovery, o primeiro voo do programa do ônibus espacial após a tragédia da Columbia em 2003. Nesta missão, em que a tripulação testou novos procedimentos de segurança para a nave, ela ficou encarregada da transferência de equipamentos e suprimentos para a Estação Espacial Internacional e pela operação do braço robótico da estação em construção.
Veterana de quatro missões espaciais, Wendy acumulou mais de 1200 horas no espaço, antes de se desligar da NASA em junho de 2006.